# تحصیل رحیم‌یارخان

تحصیل رحیم‌یارخان

تحصیل رحیم‌یارخان (به انگلیسی: Rahim Yar Khan Tehsil) یک تحصیل در پاکستان است که در پنجاب واقع شده‌است.